# Kozakken (tekenfilmserie)
Kozakken (Oekraïens: Козаки) is een Oekraïense animatieserie bedacht door Volodymyr Dakhno. De serie staat vooral bekend om de titel Как Казаки (Hoe de Kozakken). De allereerste film verscheen in 1967 met de titel  Як козаки куліш варили (Hoe de Kozakken kulish kookten). Sinds 2016 is er een remake van de serie gemaakt, ook onder dezelfde naam.

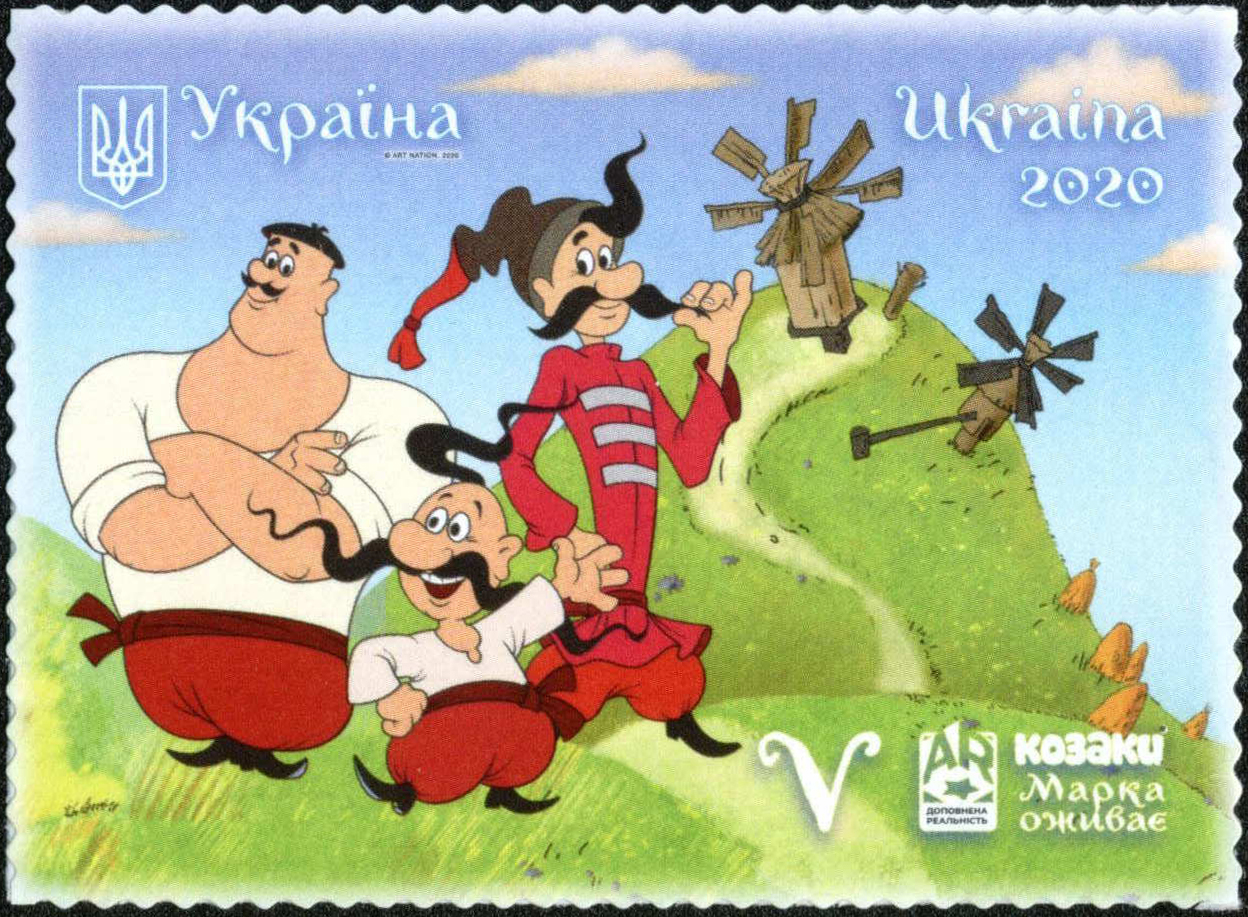
Oekraïense postzegel waar Oko, Hrai en Tur opstaan.

## Achtergrond
De serie draait om drie Zaporozhische Kozakken: Oko, Hrai en Tur. Oko is de kleinste van de drie, maar is wel snel en vastberaden. Hrai is de langste en hij is slim en dapper. De laatste is Tur, hij is heel erg sterk, maar hij is ook heel aardig. De drie wonen op een grote berg, waar ze ook eten en slapen. Op de berg is ook een beeld, die ook wordt gebruikt als kast, en er staat ook een grote ketel. Meestal zijn ze vaak bezig met soep koken, vooral borsjtsj vinden de drie erg lekker. De mannen zelf wonen ver buiten een dorp, waar nog andere kozakken leven en werken.

## Films
In totaal zijn er 10 films verschenen, waarvan één film de drie personages niet voorkomen. Het gaat hier om de film Як козаки щастя шукав (Hoe de Kozakken naar geluk zochten).
| Jaar | Titel                            | Nederlandse vertaling                   | Verhaal |
| ---- | -------------------------------- | --------------------------------------- | --- |
| 1967 | Як козаки куліш варили           | Hoe de Kozakken Kulish kookten          | Als Oko ontvoerd wordt door overzeese slavenhandelaren, besluiten Hrai en Tur Oko te redden. |
| 1969 | Як козаки щастя шукав            | Hoe de Kozakken naar geluk zochten      | Een kozak wil heel graag een wit paard en gaat op zoektocht. |
| 1970 | Як козаки у футбол грали         | Hoe de Kozakken voetbalden              | Oko, Hrai en Tur gaan samen, met andere kozakken, voetballen tegen Duitsers, Fransen en Engelsen. Met als doel om de gouden samowar te winnen.                                                                                                  |
| 1973 | Як козаки наречених визволяли    | Hoe de Kozakken de bruiden redden       | Als piraten de vrouwen van de kozakken ontvoeren, gaan Oko, Hrai en Tur op reddingsactie. |
| 1975 | Як козаки сіль купували          | Hoe de Kozakken het zout kochten        | Wanneer de Kozakken horen dat de Chumaks zijn beroofd en al hun zout kwijt zijn. Beluiten Oko, Hrai en Tur het zout terug te brengen naar de Chumaks. Maar ondertussen worden ze achtervolgd door de boevenbende, die het zout gestolen hadden. |
| 1978 | Як козаки олімпійцями стали      | Hoe de Kozakken de Olympiërs werden     | De Kozakken doen mee aan de Olympische Spelen, die georganiseerd wordt door Zeus. De Kozakken nemen het op tegen Mars, de god van de oorlog. |
| 1979 | Як козаки мушкетерам допомагали  | Hoe de Kozakken de Musketiers hielpen   | De Kozakken helpen de drie musketiers een portret van de dochter van de Turkse sultan aan de Nederlandse prins te bezorgen zodat hij met haar kan trouwen. De verraderlijke kardinaal Richelieu wil hun plannen dwarsbomen.                     |
| 1984 | Як козаки на весіллі гуляли      | Hoe de Kozakken genoten van de bruiloft | Voor Tur's huwelijk gaat hij op zoek naar schoenen voor zijn geliefde. Maar tijdens zijn zoektocht belandt Tur in een oven met een kwade kracht die zijn ziel wil stelen. Oko en Hrai doen er alles aan om Tur te redden.                       |
| 1987 | Як козаки інопланетян зустрічали | Hoe de Kozakken de aliens ontmoetten    | Op een dag stort er een UFO neer bij de Kozakken. Het blijken aliens te zijn die naar de aarde zijn gekomen, omdat ze glijmiddel nodig hebben. De Kozakken helpen de aliens en gaan samen met de aliens op reis door heel Europa.               |
| 1995 | Як козаки у хокей грали          | Hoe de Kozakken hockey speelden         | Een Canadese hockeyteam daagt de Kozakken uit voor een hockeywedstrijd. De Kozakken doen mee, maar ook een paar boeven. |

Trivia
- De film Hoe de Kozakken de Musketiers hielpen is gebaseerd op het boek De drie musketiers van Alexandre Dumas.
- De film Hoe de Kozakken genoten van de bruiloft is gebaseerd op het werk van de Oekraïense schrijver Nikolaj Gogol.
- De film Hoe de Kozakken de aliens ontmoetten was de laatste animatiefilm die gemaakt werd toen Oekraïne nog een onderdeel was van de Sovjet-Unie.

In 1988 kregen de makers van de serie de Nationale Shevchenko Prijs voor het maken van de films. Na 1995 kwamen we gaan nieuwe films meer. Dat kwam omdat het bedrijf dat de films maakten, Kyivnaukfilm, opgeheven werd. Hierdoor kwam er een einde aan de serie.
Tijdens het Europees kampioenschap voetbal 2012, werden de Kozakken gebruikt als mascotte voor het voetbaltoernooi in Oekraïne. De Kozakken werden echter niet erkend als officiële mascotte van het toernooi.
In 2016 keerde de Kozakken terug met een nieuwe reeks afleveringen. De nieuwe versie werd gemaakt door de animatiestudio Baraban Animation Studio.
Sinds 2011 worden de oude en de nieuwe films van de kozakken geplaatst op het Youtube-kanaal van de Baraban Animation Studio.